# سوزان بيير
سوزان بيير (بالدنماركية: Susanne Bier) (و. 1960 – م) هي مخرجة سينمائية، ومنتجة أفلام، وكاتبة سيناريو، من الدنمارك، ولدت في كوبنهاغن.

## الأعمال
- قلوب مفتوحة 2002
- بعد الزفاف 2006

## التعليم
تعلمت في National Film School of Denmark ‏.

## جوائز
حصلت على جوائز منها:
- جائزة غولدن غلوب لأفضل فيلم بلغة أجنبية (2010).

## وصلات خارجية
- سوزان بيير على موقع IMDb (الإنجليزية)
- سوزان بيير على موقع روتن توميتوز (الإنجليزية)
- سوزان بيير على موقع مونزينجر (الألمانية)
- سوزان بيير على موقع قاعدة بيانات الأفلام العربية
- سوزان بيير على موقع ألو سيني (الفرنسية)
- سوزان بيير على موقع تيرنر كلاسيك موفيز (الإنجليزية)
- سوزان بيير على موقع أول موفي (الإنجليزية)
- سوزان بيير على موقع قاعدة بيانات الأفلام السويدية (السويدية)
- سوزان بيير على موقع إن إن دي بي (الإنجليزية)
- سوزان بيير على موقع ديسكوغز (الإنجليزية)